# 1833.
◄ | 18. stoljeće | 19. stoljeće | 20. stoljeće | ►
◄ | 1800-ih | 1810-ih | 1820-ih | 1830-ih | 1840-ih | 1850-ih | 1860-ih | ►
◄◄ | ◄ | 1830. | 1831. | 1832. | 1833. | 1834. | 1835. | 1836. | ► | ►►
Arhitektura • Astronomija • Biologija • Glazba • Kazalište • Kemija • Kiparstvo • Knjige • Književnost • Kršćanstvo • Meteorologija • Medicina • Politika • Pravo • Promet • Slikarstvo • Šport • Znanost • Željeznički promet

## Rođenja
- Charles Jacques Édouard Morren – belgijski botaničar († 1886.)
- 1. siječnja – Franziska Lechner, njemačka redovnica († 1894.)
- 4. siječnja – Gašpar Glavanić, hrvatski pisac i svećenik iz Gradišća († 1872.)
- 15. travnja – Maxwell Tylden Masters – engleski botaničar i taksonom  († 1907.)
- 7. svibnja. – Johannes Brahms, njemački skladatelj († 1897.)
- 20. kolovoza – Benjamin Harrison, 23. predsjednik SAD-a († 1901.)
- 23. listopada – Alfred Nobel, švedski kemičar, pronalazač, filantrop, mirotvorac, kozmopolit i industrijalac († 1896.)

## Smrti
- 2. siječnja – Serafim Sarovski, ruski svetac (* 1759.)
- 7. siječnja – Tomaš Mikloušić, hrvatski (kajkavski) pisac, prevoditelj, dramatik (* 1767.)
- 12. siječnja – Marie-Antoine Carême, francuski kuhar (* 1784.)
- 10. rujna – Štefan Sijarto slovenski pjesnik i učitelj u Mađarskoj (* 1765./1775.?)
- 29. rujna – Ferdinand VII., španjolski kralj (* 1784.)
- 27. listopada – Đuro Hidža, hrvatski i latinski pjesnik i prevoditelj (* 1752.)
- Adamandios Korais, grčki prosvjetitelj (* 1748.)

## Vanjske poveznice
|  | Zajednički poslužitelj ima još gradiva o temi 1833. |